# Palais Kranz (Argentinierstraße)
Pour l’article homonyme, voir Palais Kranz.
Le palais Kranz est un palais viennois dans Wieden.

## Histoire
Le palais est construit en 1880 par Gustav von Korompay avec l'architecte Viktor Rumpelmayer pour le banquier Wilhelm Zierer dans un style néobaroque. Il est d'abord un palais avec un jardin le long d'Alleestraße 25-27, l'ancien nom de l'Argentinierstraße. La serre construit par Ferdinand Fellner et Hermann Helmer en 1889 souligne le but initial.
À l'intérieur, le vestibule a une particularité remarquable : un orifice donnant une vue sur le plafond en stuc de la pièce au-dessus. Les panneaux du grand salon sont dans le style Louis XV, en blanc et en or. Le plafond du salon est orné de peintures de Julius Victor Berger et Tina Blau, exécutées avec Gustav Klimt et Franz Matsch lors de leurs études. Ils montrent Flora, Bacchus et probablement Ariane.
Le palais est plus tard occupé par J. Kranz, qui, notamment, fait un réaménagement intérieur par Friedrich Ohmann.
En 1910, on crée une aile de deux étages. Depuis 1945, le palais accueille la représentation commerciale russe en Autriche.

## Source, notes et références
- (de) Cet article est partiellement ou en totalité issu de l’article de Wikipédia en allemand intitulé « Palais Kranz (Argentinierstraße) » (voir la liste des auteurs).